# Gastrodia silentvalleyana
Gastrodia silentvalleyana är en orkidéart som beskrevs av C.S.Kumar, P.C.S.Kumar, Sibi och S.Anil Kumar. Gastrodia silentvalleyana ingår i släktet Gastrodia och familjen orkidéer. Inga underarter finns listade i Catalogue of Life.